# Спасо-Песоцкий монастырь
Спа́со-Песо́цкий Княгинин монасты́рь — упразднённый Екатериной II женский монастырь на берегу озера Неро в Ростове Великом, от которого сохранилась только соборная церковь XVII века. Церковь находится в ведении примыкающего с востока Спасо-Яковлевского монастыря: территория огорожена, подход к храму закрыт.

## История

### Основание
Спасо-Песоцкий монастырь основала во второй половине XIII века княгиня Мария, дочь черниговского князя Михаила и жена ростовского князя Василька; сама же Мария в 1271 году была похоронена под Спасской церковью монастыря. Здесь же был перезахоронен её сын Глеб Василькович вместе со своей женой, внучкой Батыя.

### Расцвет
Вплоть до конца XVI века строения монастыря (в том числе и ограда) были выполнены из дерева. Каменное строительство в монастыре началось в конце XVI или в начале XVII века; тогда и построили соборную церковь Спаса Преображения. В главном помещении её, с левой стороны от входа, есть надпись XIX века; она рассказывает об освящении Спасской церкви митрополитом Ростовским Кириллом 1 июля 1603 года. В XVII веке рядом со Спасской церковью воздвигнули каменную тёплую Георгиевскую церковь, а также построили паперть; она соединяла Спасскую церковь с церковью Преображения. Также над папертью возвышалась шатровая колокольня.
По современным данным, церковь Спаса Преображения была полностью перестроена при Ионе Сысоевиче.. Это четырёхстолпный трёхапсидный пятиглавый храм на подклете. Фасады расчленены на три яруса, по верхнему из которых (как и по барабанам) пропущен аркатурный пояс в подражание соборному храму епархии. С северной стороны — крытая галерея с ширинками, в которых имеются керамические вставки. С западной стороны — притвор. Главы по ростовской традиции крыты белым железом.

### Упразднение

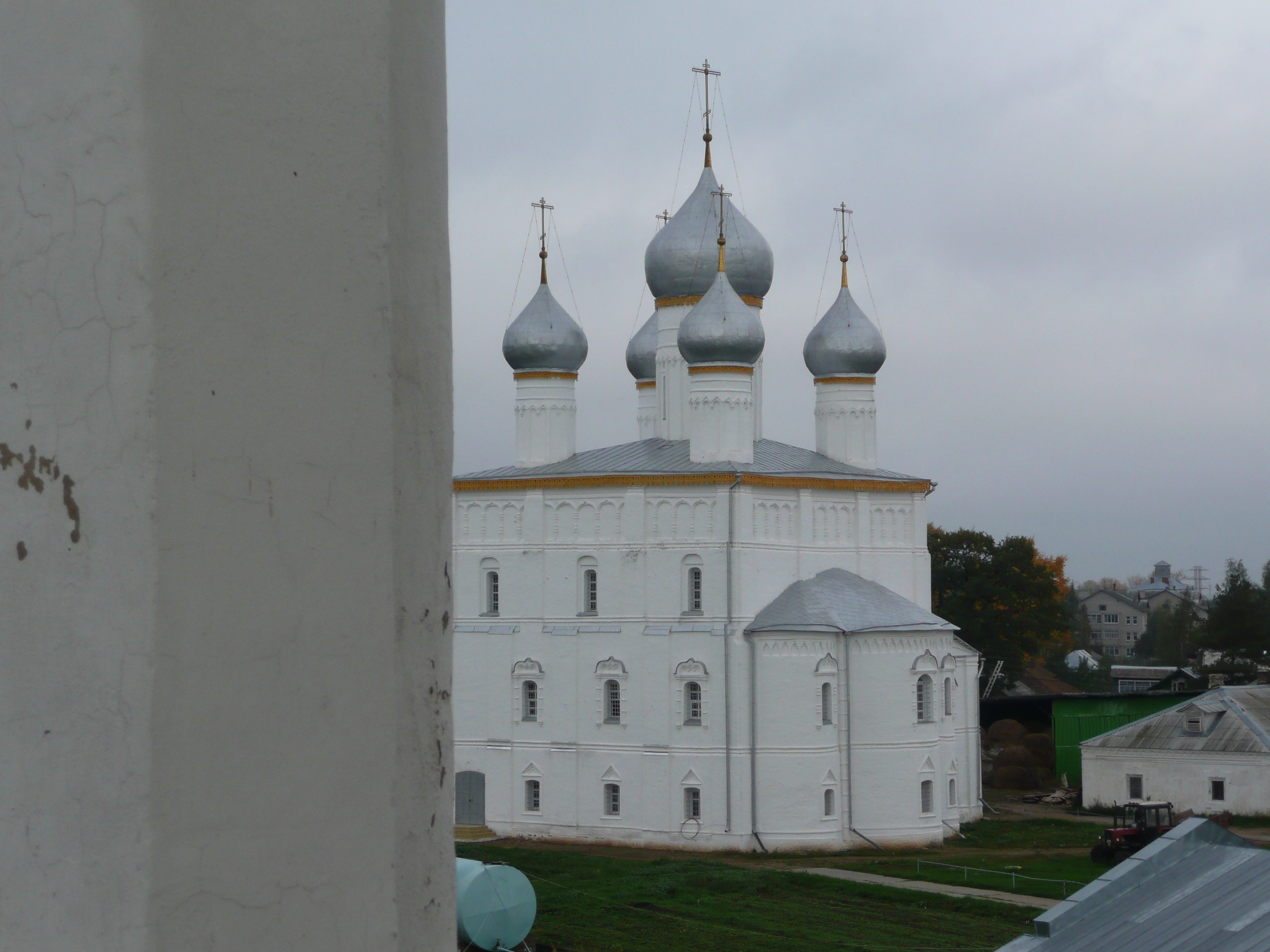
Церковь Спаса на Песках — типичный храм времён Ионы Сысоевича; его декор имеет много общего с древним (Зачатьевским) собором Яковлевского монастыря, который строился с ним в одно время

В 1764 году Спасо-Песоцкий монастырь, который имел 599 крепостных душ, по указу Екатерины II был упразднён, а в 1765 его приписали к соседу — Яковлевскому монастырю.

### События после упразднения
В 1860-х годах Георгиевская церковь, колокольня и паперть, которая соединяла две церкви, были разрушены. Зато сохранилась Спасская церковь монастыря, в которой хоронили монахов Яковлевского монастыря. В советское время храм стоял в запустении. После возобновления Спасо-Яковлевской обители храм был побелён, воссоздана паперть.